# Christelijk Jongensinternaat

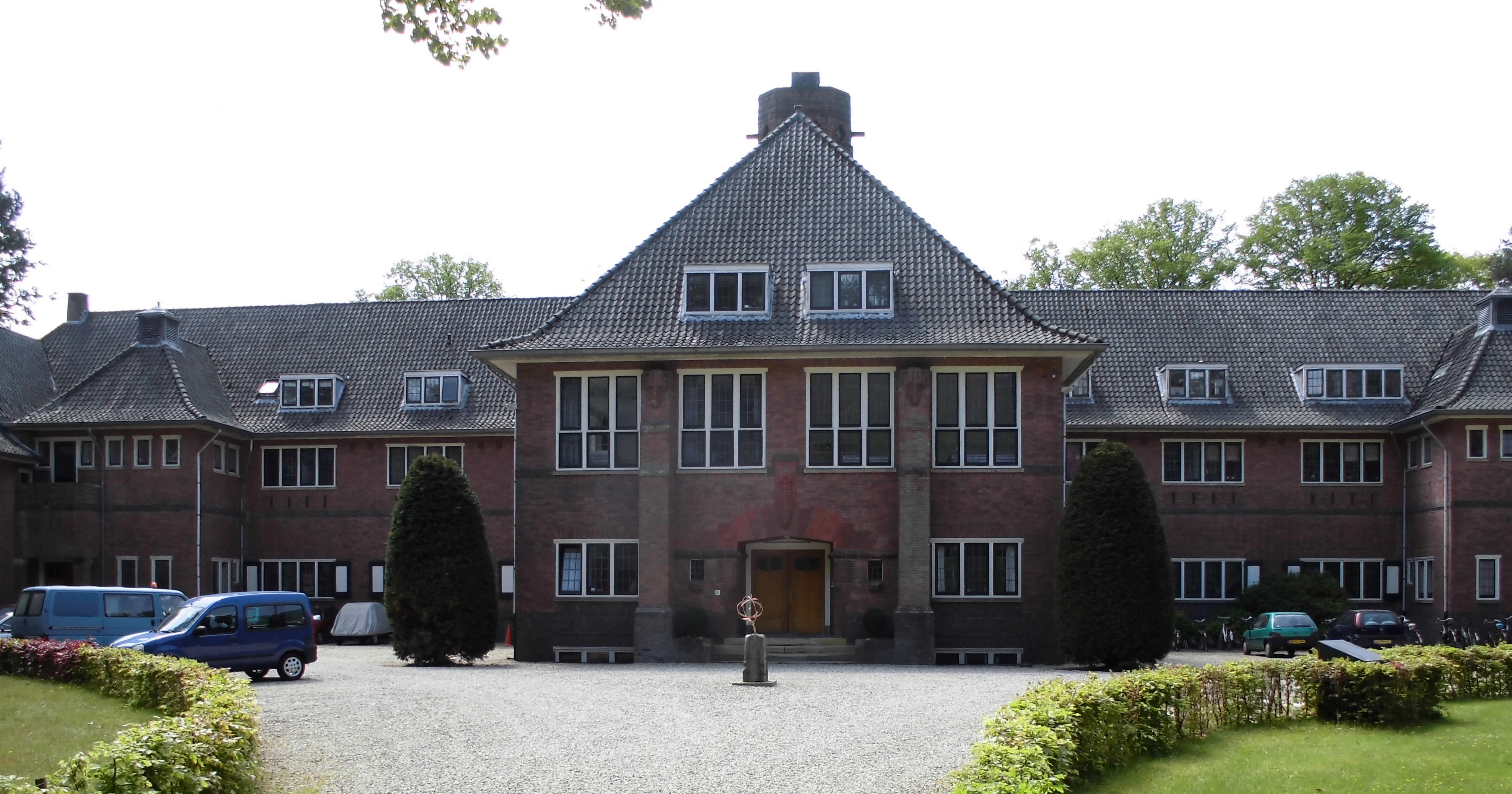
Het voormalige Christelijk Jongersinternaat, tegenwoordig Bijbelschool De Wittenberg.

Het Christelijk Jongensinternaat was een christelijk internaat dat van 1909 tot 1980 bestond. Het grootste deel van zijn bestaan was het gevestigd in Zeist.
Het Christelijk Jongensinternaat werd in 1909 in Zetten (Betuwe) gesticht als tehuis voor zonen van predikanten en medici. Het was onderdeel van de Vereeniging voor Christelijk Hooger en Middelbaar Onderwijs, een van de vele christelijke filantropische instellingen in Zetten die op initiatief van Ottho Gerhard Heldring waren ontstaan. Oprichters waren ds. W. Bieshaar (predikant te Zetten), ds. A.W. Ippius Fockens (predikant te Hemmen) en dr. H.A. Weststrate (directeur van de Christelijke Normaalschool voor onderwijzeressen te Zetten). 
De eerste regent was Daniël Koets die het jongensinternaat samen met zijn vrouw leidde. Koets werd in 1913 opgevolgd door ds. H. van Dijk, door de jongens 'de Do' genoemd. In 1917 werd door het internaatsbestuur besloten naar Zeist te verhuizen op instigatie van de NCSV-secretarissen dr. Herman Cornelis Rutgers en Maarten van Rhijn. Deze vereniging had van 1916 tot 1917 haar secretariaat in Zeist
Van 1918 tot 1922 verbleven de internisten in een zijvleugel van Slot Zeist die gehuurd werd van de familie Labouchère. Het curatorium van internaat en school werd vanaf 1919 voorgezeten door de gereformeerde voorman Hendrikus Colijn (ARP-politicus en later minister-president van vijf kabinetten). In die periode verrees een internaatsgebouw aan de Krakelingweg en werd in de buurt daarvan het Christelijk Lyceum aan de Lyceumlaan gebouwd. In 1922 kon van het Slot verhuisd worden naar de Krakelingweg. In het nieuwe internaatsgebouw konden aanvankelijk 50, later 81 'internisten' in een eigen kamer wonen. Ds. Van Dijk overleed in 1926 aan de gevolgen van leukemie. Het jaar erna werd hij opgevolgd door ds. G.W.C. Vunderink.
Formeel is in 1980 het Jongensinternaat Zeist, dat toen geleid werd door oud-marineman C.Ph. van Dulm, gesloten. In het cursusjaar 1980-1981 werd het instituut voortgezet aan de Krakelingweg onder de naam De Nieuwe Weg. De leiding was overgenomen door drs. G.K. (Guido) Wiersma. In 1981 is het internaat in gemengde vorm voortgezet op landgoed De Hoogt in Maarn onder de naam Internaat De Hoogt. Dit internaat bouwde voort op de waarden uit de Zeister periode en heeft tot 1999 bestaan.
Het internaatsgebouw aan de Krakelingweg is tegenwoordig grotendeels in gebruik bij Bijbelschool De Wittenberg, voorheen de Reformatorische Bijbelschool. Ook deze opleiding is een internaat.
Over de geschiedenis van het Christelijk Jongensinternaat is in 2013 een 692 bladzijden tellend boek verschenen bij de Delftse uitgeverij Eburon, geschreven door P.V.J. (Jan) van Rossem (ISBN 978-90-5972-791-5) met de titel Het Internaat. Het boek was een project van meerdere decennia voor Van Rossem (zelf oud-internist) en bevat zeer gedetailleerde beschrijvingen van het internaatsleven.  